# Camilo Nogueira Rezende
Camilo Nogueira Rezende, mais conhecido como Camilo (Rio de Janeiro, 13 de fevereiro de 1978), é um ex-futebolista brasileiro que atuava como  meia.
Formou-se nas categorias de base do Flamengo. Jogou no clube até 2000. Fez um único gol, o primeiro da vitória do Flamengo por 3–0 sobre o Grêmio, no dia 2 de agosto de 2000.
Depois teve passagens por Americano, Santa Clara, Tupi MG, Santa Cruz PE, Avaí e CRAC, antes de retornar para o futebol carioca, onde jogou pelo Villa Rio e no Estácio de Sá em 2008.

## Títulos
Flamengo
- Copa Mercosul: 1999
- Troféu São Sebastião do Rio de Janeiro: 1999, 2000
- Campeonato Carioca: 1999, 2000
- Taça Guanabara: 1999
- Taça Rio: 2000

Americano
- Taça Guanabara: 2002
- Taça Rio: 2002

Santa Cruz
- Campeonato Pernambucano: 2005[1]
- Vice Campeonato Série B: 2005